# La Clef des champs (film)
Pour les articles homonymes, voir La Clef des champs.
Pour plus de détails, voir Fiche technique et Distribution.
La Clef des champs est un film français réalisé par Pierre-Jean Ducis et sorti en 1935.

## Fiche technique
- Titre : La Clef des champs
- Réalisation : Pierre-Jean Ducis
- Scénario : Yves Mirande
- Photographie : Fred Langenfeld
- Musique : Fred Adison et Raymond Wraskoff
- Montage : André Versein
- Production : Les Films H. Roussillon
- Pays d'origine :  France
- Genre : Comédie
- Durée : 41 minutes
- Date de sortie : France - 13 septembre 1935 à Nice[1]

## Distribution
- Janine Borelli
- Julien Carette
- Andrée Champeaux
- Henri de Livry
- Christiane Dor
- René Génin
- Adrien Le Gallo